# Opodiphthera eucalypti
Opodiphthera eucalypti är en fjärilsart som beskrevs av Scott 1864. Opodiphthera eucalypti ingår i släktet Opodiphthera och familjen påfågelsspinnare. Inga underarter finns listade i Catalogue of Life.

## Bildgalleri

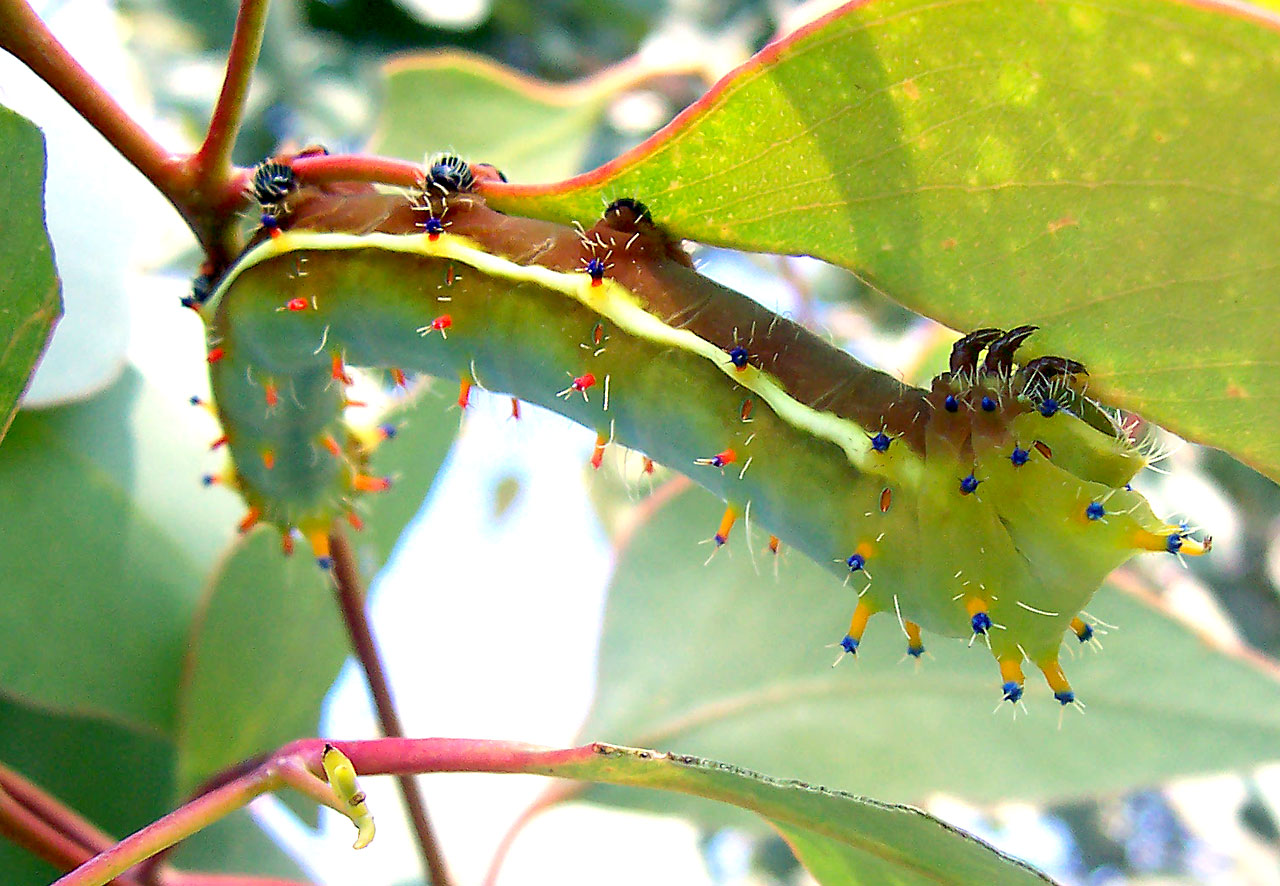
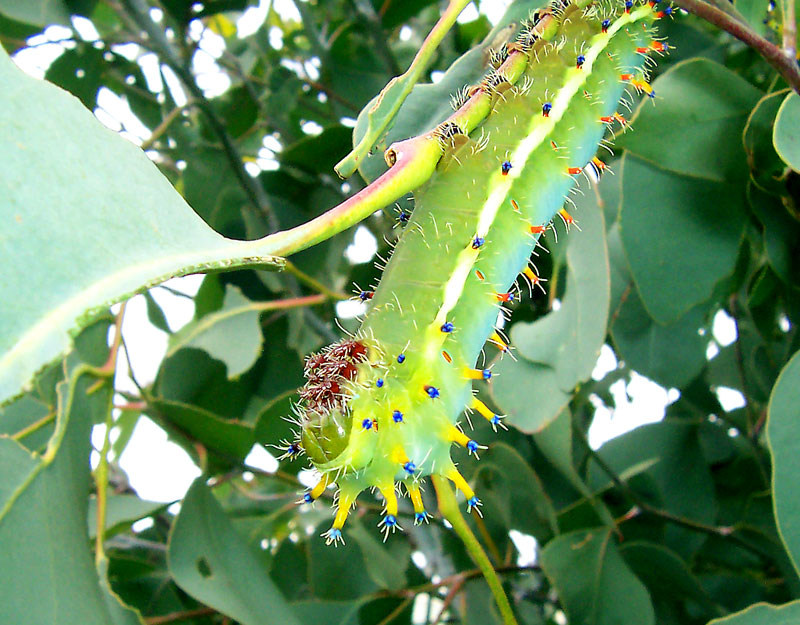
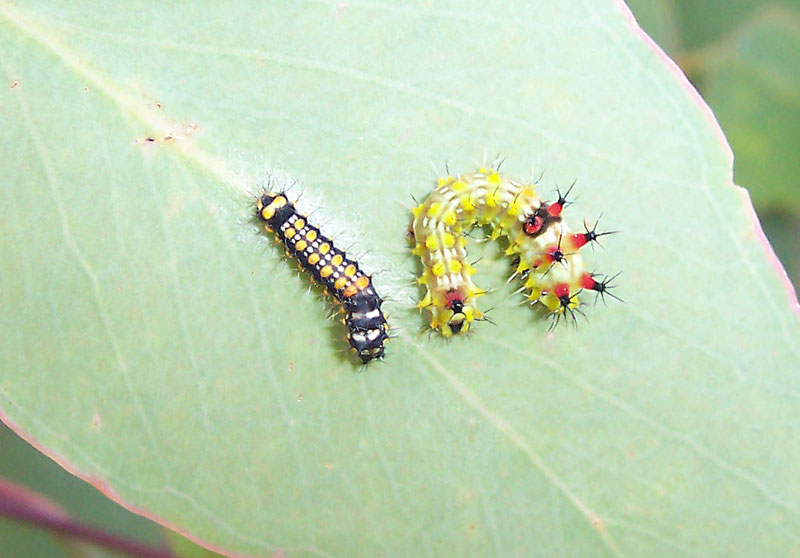
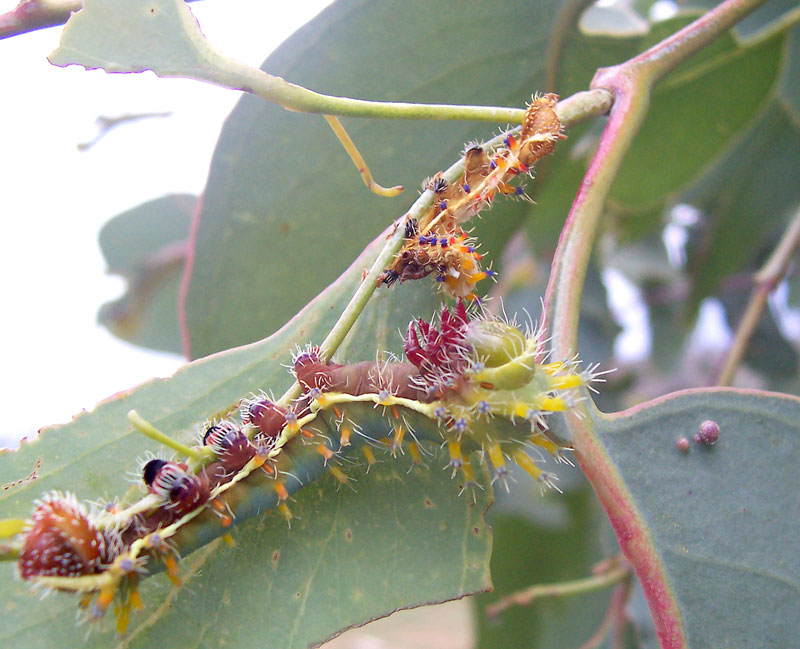
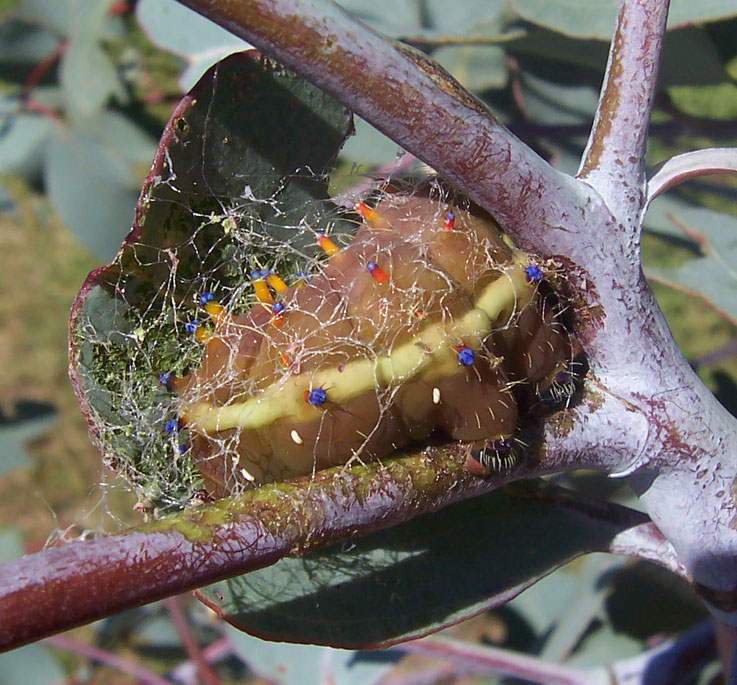
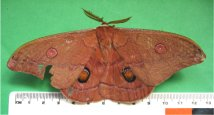